# Maik Taylor
Maik Stefan Taylor, né le 4 septembre 1971 à Hildesheim en Allemagne, est un footballeur international nord-irlandais.

## Clubs
- Farnborough Town (1992-1995)
- Barnet FC (1995-déc. 1996)
- Southampton (jan. 1997-nov. 1997)
- Fulham (nov. 1997-mars 2004)
  - Birmingham City (2003- mars 2004) (prêt)
- Birmingham City (mars 2004-2011)
- Leeds United (novembre 2011-mai 2012)
  - Millwall (mars 2012-avril 2012) (prêt)
- Millwall (2012-2013)

## Palmarès
- Farnborough FC
  - Vainqueur de la Southern Football League Premier Division : 1994
- Fulham FC
  - Vainqueur de la Coupe Intertoto : 2002
  - Vainqueur du Championship : 2000
  - Vainqueur de la League One : 1999